# Ugia umbrina
Ugia umbrina är en fjärilsart som beskrevs av Holland 1894. Ugia umbrina ingår i släktet Ugia och familjen nattflyn. Inga underarter finns listade i Catalogue of Life.